# Crue glaciaire
Ne doit pas être confondu avec Surge glaciaire ou Jökulhlaup.
Une crue glaciaire est en glaciologie une période de la vie d'un glacier durant laquelle celui-ci gagne en masse, ce qui se traduit par un gain en longueur et en épaisseur, soit une avancée de son front glaciaire et une hausse de l'altitude de sa surface. Ce phénomène qui se déroule sur plusieurs années ou décennies est normal pour un glacier et traduit une bonne santé de la masse de glace, à l'inverse de sa décrue. Il n'a en revanche rien de comparable avec une surge glaciaire ou un jökulhlaup, deux phénomènes rapides et brutaux aux mécanismes différents.

## Histoire

Le glacier des Bois menaçant les activités humaines dans la vallée de Chamonix sur une aquarelle de 1826.

La colonisation du Groenland par les Vikings autour de l'an mille aurait pu être abandonnée par une crue glaciaire de l'inlandsis.
Durant le petit âge glaciaire, les glaciers alpins en crue provoquent la stupeur parmi les populations qui voient parfois leurs alpages, champs et habitations menacées ou détruites par l'avancée des glaces. Le glacier des Bois, nom donné à la langue terminale de la Mer de Glace dans la vallée de Chamonix, en France, en est un exemple.
Des années 1950 aux années 1980, les glaciers des Alpes connaissent une petite crue. Dans la vallée de Chamonix, le glacier de Taconnaz avance tellement que des chutes de sérac font craindre des dégâts pour les constructions en aval et d'importants dispositifs paravalanches sont alors construits.